# St. Lukas (Kunreuth)

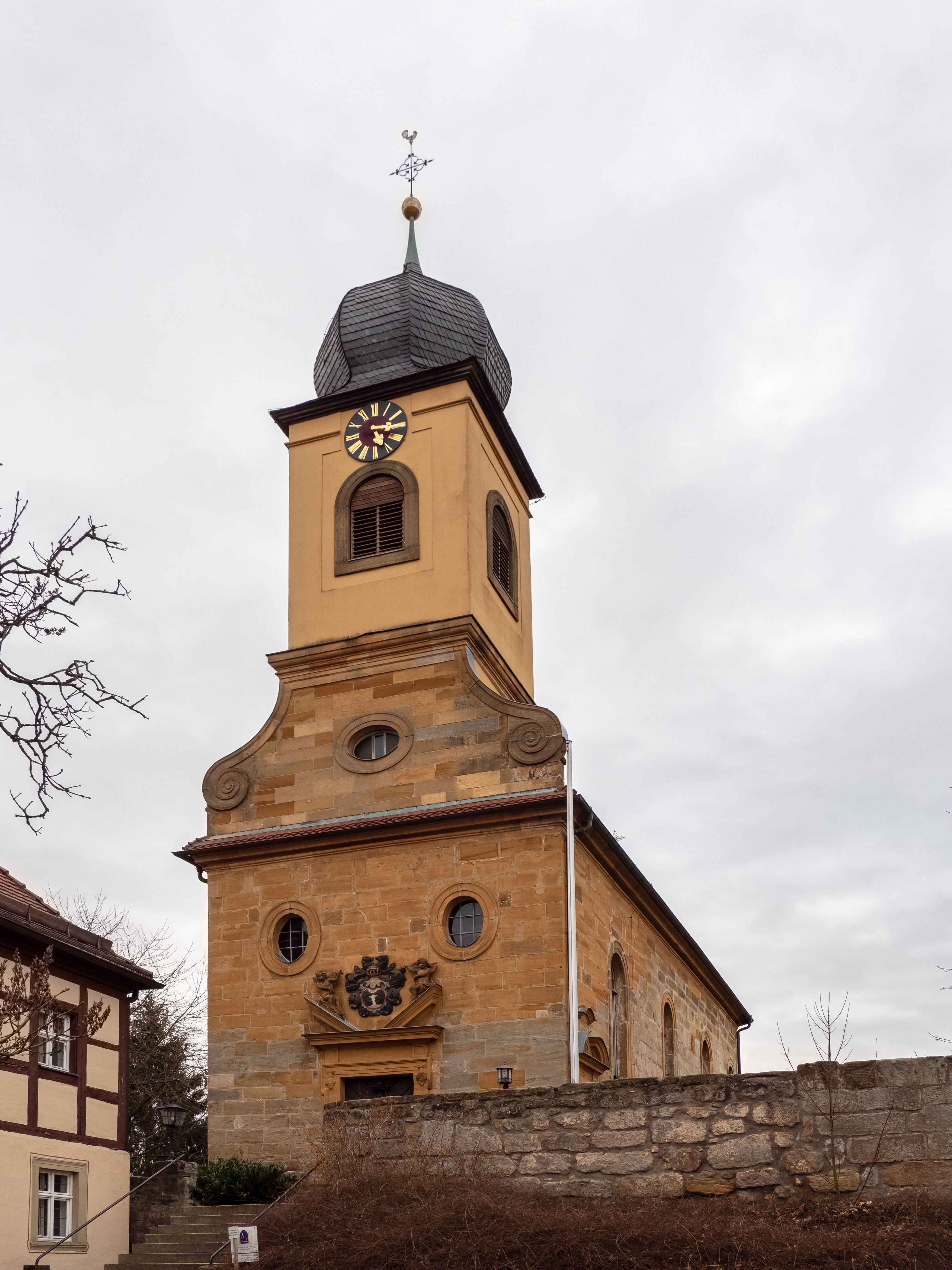
St. Lukas (Kunreuth)

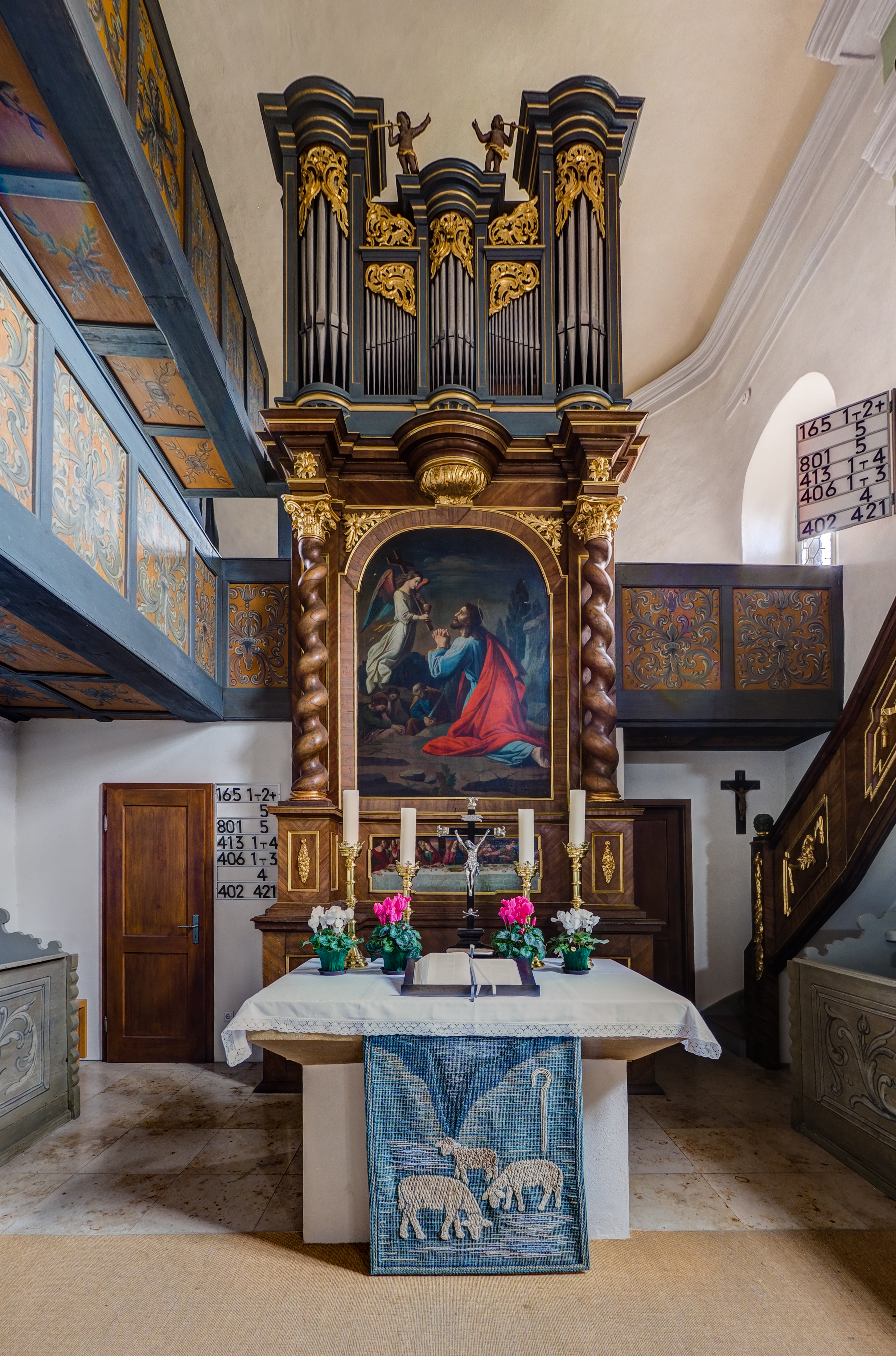
Chor mit Altar und Orgel

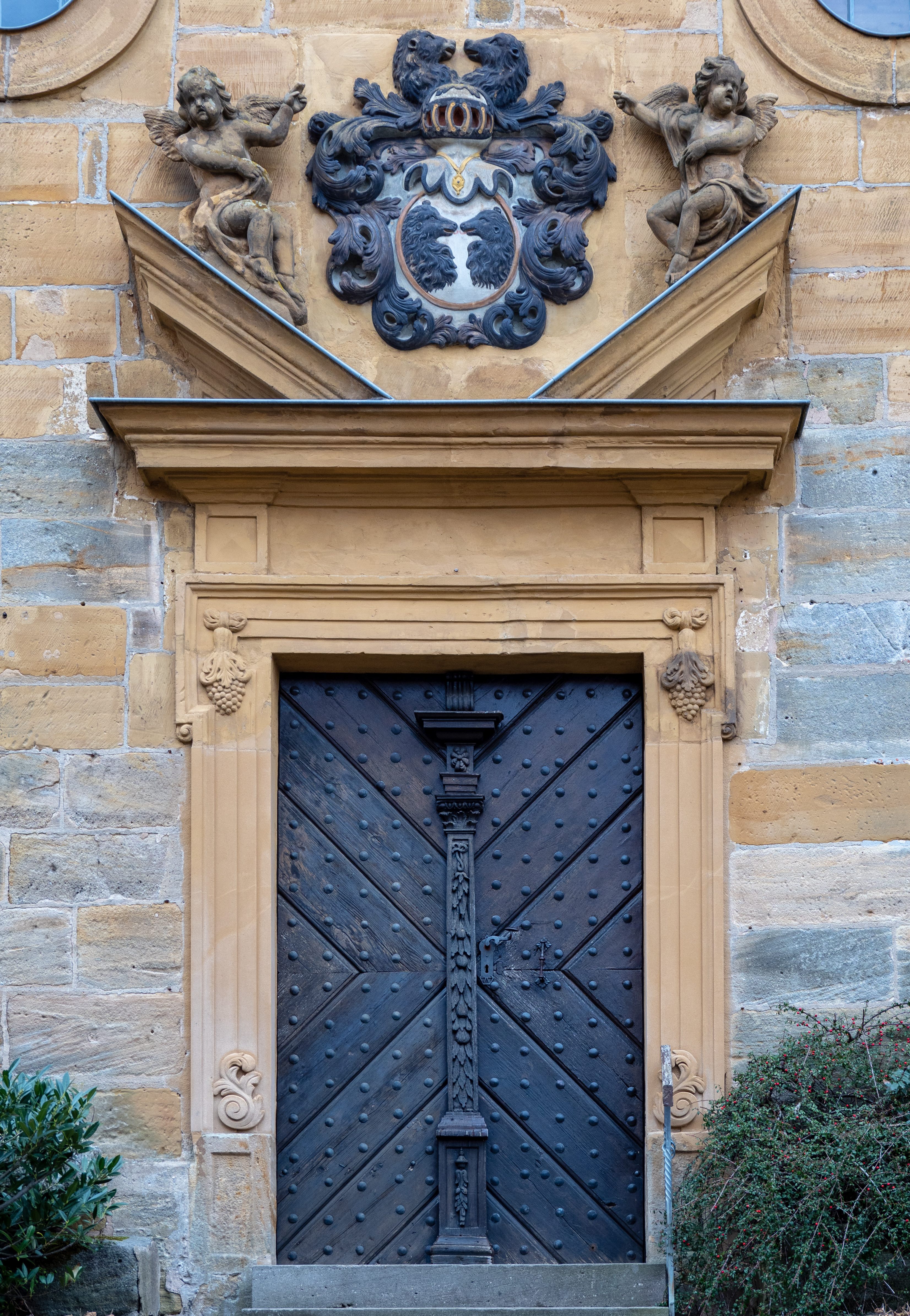
Portal mit dem Allianzwappen derer von Egloffstein-Schaumberg

Die evangelische, denkmalgeschützte Pfarrkirche St. Lukas steht in Kunreuth, einer Gemeinde im Landkreis Forchheim (Oberfranken, Bayern). Das Bauwerk ist unter der Denkmalnummer D-4-74-145-1 als Baudenkmal in der Bayerischen Denkmalliste eingetragen. Die Kirchengemeinde gehört zum Dekanat Gräfenberg im Kirchenkreis Nürnberg der Evangelisch-Lutherischen Kirche in Bayern.

## Beschreibung

### Architektur und Glocken
Die Kirche aus Quadermauerwerk wurde 1426 von den Herren von und zu Egloffstein vom Schloss Kunreuth gebaut, die das Kirchenpatronat besaßen. Im Juni desselben Jahres weihte sie Bischof Friedrich von Bamberg zu Ehren des Evangelisten Lukas. Das Kirchweihfest sollte jedes Jahr am Sonntag nach dem Fest Peter und Paul gefeiert werden. 1553 zerstörten Soldaten Albrechts II. Alcibiades das Gotteshaus, das aber später wieder aufgebaut wurde. 1668 wurde das mit einem Satteldach bedeckte Langhaus nach Westen verlängert und erhielt eine barocke Fassade mit einem Volutengiebel. Über dem Giebel steht der glatt verputzte Dachturm mit großen rundbogigen Schallöffnungen und schiefergedeckter Zwiebelhaube, dazwischen an der West- und an der Ostseite das Zifferblatt der Turmuhr. In dem Turm hängen vier Glocken mit den Tönen g´, b´, c´´ und d´´. Die größte Glocke mit der Inschrift „Ehre sei Gott in der Höhe“ ist 728 kg schwer. Gegossen wurden die Glocken 1969 von Friedrich Wilhelm Schilling. Im Osten schließt sich an das Langhaus ein dreiseitig geschlossener Chor an. Über dem Portal prangt in der Fassade zwischen Engelsskulpturen das Allianzwappen derer von Egloffstein-Schaumberg.
Der Innenraum des Langhauses ist mit doppelstöckigen Emporen ausgestattet. Sie wurden wahrscheinlich nach 1555 in Verbindung mit dem Wechsel der Kirche zur lutherischen Konfession eingebaut.

### Innenausstattung
Das Altarbild schuf der Münchener Maler Karl Koller; bei der Innenrenovierung 1886 kam es in die Lukaskirche. Es zeigt Jesus, wie er im Garten Gethsemane vor dem Engel kniet, der ihn nach seinem Flehen tröstet, der Kelch des Leidens möge an ihm vorübergehen. Im Hintergrund kauern die Jünger, die Jesus begleiteten, aber einschliefen und das Geschehen nicht bemerkten.
Über dem Altar befindet sich die Orgel.
Das möglicherweise älteste Stück der Ausstattung von St. Lukas ist der aus Sandstein gearbeitete Taufstein links vor dem Altar; er stammt wahrscheinlich aus dem späten 16. Jahrhundert. Über einem achteckigen, mehrstufigen Sockel erhebt sich ein kunstvoller Pfeiler mit dem Taufbecken. Bei Taufen wird in dieses Becken eine Messingschale eingelegt, die das Taufwasser auffängt. In der Schale, die nach Meinung eines Restaurators im 18. Jahrhundert geschaffen wurde, ist die Verkündigung der Geburt Jesu dargestellt: Der Erzengel Gabriel bringt Maria die Botschaft, dass sie einen Sohn gebären wird. 
Vorn in der Kirche hängt ein großer Kronleuchter aus Messing mit zwölf echten Kerzen. Zum Anzünden wird er herabgelassen und anschließend wieder hochgezogen. Er ist kein Einzelstück und galt trotz seiner Verzierungen im neugotischen Stil wohl als künstlerisch wenig wertvoll, sodass er bei einer Renovierung der Kirche Anfang der 1970er-Jahre entfernt wurde. Mitte der 1990er-Jahre kam er aber an seinen alten Platz zurück, weil die Gemeinde ihn vermisste. Seither brennen seine Kerzen bei festlichen Gottesdiensten, insbesondere an den hohen kirchlichen Festtagen, bei Taufen, Hochzeiten und bei der Konfirmation.